# Podbranč
Podbranč je obec na Slovensku v okrese Senica v Trnavském kraji. Žije v něm 621 obyvatel.

## Historie
První písemná zmínka o Podbranči pochází přibližně z roku 1394. Původně se vesnice jmenovala Berencz. Nedaleko od vesnice se nachází zřícenina hradu Branč. Ve 13. století jej založil magistr Aba, vlastnili ho Matúš Čák Trenčanskýý, Stibor ze Stibořic, Ján Huňady, Matyáš Korvín i František Ňári. V roce 1431 hrad obsadili husité, v roce 1624 jej zpustošila královská vojska, v roce 1663 byl útočištěm osadníků při drancování Turky. Zřícenina hradu se nachází ve výšce 473 metrů nad mořem. V blízkosti uvedené zříceniny je Starý hrad ve výšce 455 metrů nad mořem, který byl pravděpodobně osídlený 2500 let před naším letopočtem. V obci je i naleziště z mladší doby kamenné v místě Kopanica a s nálezy kamenných nástrojů pračlověka neandrtálského typu.

## Přírodní poměry
Tok Myjavy a přilehlé břehové porosty jsou chráněny jako přírodní památka Rieka Myjava.

## Pamětihodnosti
- Zřícenina hradu Branč
- Vodní mlýn